# 73-as villamos (Budapest)
A budapesti 73-as jelzésű villamos a Boráros tér és Óbuda, Vörösvári út között közlekedett. A járatot a Budapest Székesfővárosi Közlekedési Rt. üzemeltette.

## Története
A 73-as villamos a BKVT körforgalmú járataként indult el a Sertésvágóhíd – Hentes utca – Soroksári út – Lónyai utca – Kiskörút – Vilmos császár út – Nyugati pályaudvar – Szabadság tér útvonalon. 1915 után útvonala módosult, a Nyugati pályaudvartól indult és a régi útvonalán közlekedett, de már Erzsébetfalváig. 1919. augusztus 15-én megszüntették.
1921. január 17-én indult újra Óbudáról a Pálffy térig, 1923. szeptember 30-ától pedig már a Nyugati pályaudvarig közlekedett. Útvonala annyiban különbözött a 72-es villamosétól, hogy a 72-es a Lajos utcában, a 73-as pedig a Bécsi úton közlekedett. 1924-től pedig a 7-es villamossal együtt ikerviszonylatként közlekedik az Óbuda, Vörösvári út – Lajos utca – Teréz körút – Bécsi út útvonalon. 1927. március 7-étől már a Boráros téren fordult vissza az ikerjárat Óbuda felé. 1933. március 20-án a 7-es és 72-es villamos útvonalát megváltoztatták, és a 73-as villamos megszűnt.